# Wyzwalacz podnapięciowy
Wyzwalacz podnapięciowy, cewka podnapięciowa – w  aparatach elektrycznych urządzenie, które pozwala otworzyć bądź zamknąć łącznik mechanizmowy (z opóźnieniem lub bezzwłocznie), gdy napięcie między zaciskami spadnie poniżej pewnej ustalonej wartości.
Najczęściej zbudowany w postaci elektromagnesu uruchamiającego mechanizm łącznika.
Znajduje zastosowanie w układach sterowania  rozdzielni elektroenergetycznych.